# Chris Dodd
Christopher John Dodd (Willimantic, Connecticut, 27 de mayo de 1944), también conocido como Chris Dodd, es un cabildero, abogado y político estadounidense del Partido Demócrata que se desempeñó como senador de los Estados Unidos por Connecticut de 1981 a 2011. Dodd es el senador con más años de servicio en la historia de Connecticut. Se desempeñó en la Cámara de Representantes de los Estados Unidos de 1975 a 1981. 
Dodd es nativo de Connecticut y se graduó de la Escuela Preparatoria de Georgetown en Bethesda, Maryland, y del Providence College. Su padre, Thomas J. Dodd, también fue senador de los Estados Unidos de 1959 a 1971. Chris Dodd sirvió en el Cuerpo de Paz durante dos años antes de ingresar a la Facultad de Derecho de la Universidad de Louisville, y durante la facultad de derecho sirvió simultáneamente en la Reserva Militar de los Estados Unidos. 
Dodd regresó a Connecticut, ganando en 1974 las elecciones a la Cámara de Representantes de los Estados Unidos por el segundo distrito congresional de Connecticut y fue reelegido en 1976 y 1978. Fue elegido para el Senado de los Estados Unidos en 1980. Dodd se desempeñó como presidente general del Comité Nacional Demócrata de 1995 a 1997. Se desempeñó como presidente de la Comisión de Banca del Senado desde 2007 hasta su retiro de la política. En 2006, Dodd decidió postular por la nominación demócrata a la presidencia de los Estados Unidos de 2008, pero finalmente se retiró después de encontrarse rezagado tras varios otros competidores. En 2009 propuso, junto a Barney Frank, la Ley Dodd-Frank de Reforma de Wall-Street y Protección al Consumidor. Dicha propuesta de ley fue finalmente firmada por el presidente Barack Obama en 2010. 
En enero de 2010, Dodd anunció que no se postularía para la reelección. Dodd fue sucedido por su colega demócrata Richard Blumenthal. Posteriormente, Dodd se desempeñó como presidente y cabildero principal de la Asociación Cinematográfica de Estados Unidos (MPAA) de 2011 a 2017. En 2018, Dodd regresó a la práctica de la abogacía y se unió a la firma Arnold & Porter. Además de ser miembro de la Asamblea ReFormers de la organización Issue One, Dodd es un asesor cercano del presidente Joe Biden y formó parte de su comité de selección a la vicepresidencia.

## Senado de los Estados Unidos (1981-2011)

### Elecciones
Dodd fue elegido para el Senado de los Estados Unidos en 1980 y posteriormente reelegido en 1986, 1992, 1998 y 2004. Es el primer senador de Connecticut en servir cinco mandatos consecutivos.
Al enfrentarse a una competitiva reelección para su escaño en el Senado en 2010 y a la zaga de sus dos probables rivales republicanos en las encuestas de opinión, Dodd anunció en enero de 2010 que no buscaría la reelección para un sexto mandato en el Senado. Las encuestas de votantes de Connecticut en 2008 y 2009 habían sugerido consistentemente que Dodd tendría dificultades para ganar la reelección, con un 46% que consideraba que su desempeño laboral era regular o malo y una mayoría afirmando que votarían para reemplazar a Dodd en las elecciones de 2010.